# ライフブラッド
『ライフブラッド』（Lifeblood）は、ウェールズのロックバンド、マニック・ストリート・プリーチャーズが2004年に発表した7枚目のアルバム。

## 収録曲
1. 1985
2. ザ・ラヴ・オブ・リチャード・ニクソン
3. エンプティ・ソウルズ
4. ア・ソング・フォー・ディパーチャー
5. アイ・リヴ・トゥ・フォール・アスリープ
6. トゥ・レペル・ゴースト
7. エミリー
8. グラスノスチ
9. オールウェイズ / ネヴァー
10. ソリテュード・サムタイムス・イズ
11. フラグメンツ
12. カーディフ・アフターライフ
13. ザ・ソウルメイツ
14. アンタークティック

| スタブアイコン | サブスタブ | この項目は、まだ閲覧者の調べものの参照としては役立たない、アルバムに関連した書きかけの項目です。この項目を加筆・訂正などしてくださる協力者を求めています（P:音楽/PJ:アルバム）。 |